# Pride Valais/Wallis 2015
La Pride Valais/Wallis 2015 est une marche des fiertés qui a eu lieu en 2015 à Sion dans le canton du Valais.

## Historique
Le 26 février 2013, les organisateurs lancent un sondage pour organiser une Pride en Valais, celui-ci est relayé entre autres par l'association LOS. Le 31 mai de la même année, une première séance de discussion publique à Alpagai permet d'établir les fondations de l'événement dont l'organisation est encore informelle,. L'année 2015 est également l'année des 200 ans de l'entrée du canton du Valais dans la Confédération et la manifestation se déroulera autour des festivités liées au bicentenaire,,.
Le 15 janvier 2014, l'association Pride Valais/Wallis 2015 est créée et plusieurs rumeurs sur la ville accueillant la manifestation existent. On parle notamment des villes de Sion et Sierre,. Les organisateurs ne s'attend pas à une résistance équivalente à celle rencontrée lors de la manifestation de 2001.
Le 25 juillet 2014, Sion délivre l'autorisation pour l'organisation de la manifestation, et le slogan est révélé « Faut que je vous dise, j'aime... le Valais ».
En janvier 2015,  avec plus de 800 "likes", l'opposition de la Pride s'organise à travers d'une page Facebook intitulée « NON à la pride Valais 2015 ».
Le 13 février 2015, le nouvel évêque de Sion, Mgr Jean-Marie Lovey affirme que la manifestation a lieu d'être.
Le 10 juin 2015, à l'appel de l'association LGBT Youth Suisse, une vingtaine de personnalités suisses tel que Stéphane Rossini, Mathias Reynard ou Alexandre Jollien encourage à défiler lors de la manifestation.
Le jour-même, le 13 juin 2015, plusieurs personnalités s'expriment dont le conseiller national Stéphane Rossini et la directrice de la section suisse d'Amnesty International, Manon Schick. La manifestation se déroule dans le calme, avec ses huit chars.
Contrairement à la Pride 2001 de Sion, la Fraternité sacerdotale Saint-Pie X n'a finalement pas tenu de contre-manifestation,, et l'église Église Saint-Théodule était fermée, malgré la présence de Jean-Gabriel Cuénod de 26 minutes qui parodiait un intégriste sur son parvis. Une dizaine de jeunes skinheads ont été interpellés par la police en début d'après-midi.

## Controverses

### Propos des évêques de Sion
L'évêque siégeant au début de l'organisation, Mgr Norbert Brunner a réitérer sa position qu'il avait évoquée publiquement pour l'édition 2001 : « la gay pride est un jeu du diable, car elle divise la population ».
À moins d'un mois de la Pride Valais/Wallis 2015, bien qu'une rencontre avec les organisateurs laisser penser à une ouverture de l'église catholique, Mgr Jean-Marie Lovey, évêque du diocèse de Sion, se dit persuadé que « l’homosexualité peut être guérie par la prière »,,, avant de se rétracter partiellement et d'expliquer qu'il s'agissait d'une erreur de communication, et qu'il ne voyait pas l'homosexualité comme une maladie, mais comme une « faiblesse de la nature ».
Ces propos font réagir les réseaux sociaux et les organisations LGBT. Barbara Lanthemann, alors secrétaire générale de l'organisation suisse des lesbiennes, a indiqué que les vues de l'évêque étaient ignorantes, et l'organisation déclare dans un communiqué de presse que ce genre de propos incite au rejet et l'exclusion. Pink Cross a demandé des excuses publiques de l'évêque.
Stéphane Rossini, alors conseiller national, avait répondu à l'évêque dans son discours en disant « je soutiens la manifestation et suis heureux de briser le tabou selon lequel l’homosexualité serait une maladie ou une faiblesse de la nature »,.